# Paul Rémond
Paul Rémond, wł. Paul-Jules-Narcisse Rémond  (ur. 24 września 1873 w Salins, zm. 24 kwietnia 1963 w Nicei) – francuski duchowny katolicki, biskup. Święcenia kapłańskie przyjął w 1899 roku, zaś w 1921 został mianowany przez papieża Benedykta XV biskupem tytularnym Clysma. W 1930 Pius XI mianował go ordynariuszem diecezji Nicei. W roku 1950 Pius XII wyniósł go do godności arcybiskupa ad personam. Zmarł w 1963 w wieku 89 lat.